# ترما
تُرمَه (به لاتین: Törmä) یک منطقهٔ مسکونی در فنلاند است که در لاپلند (فنلاند) واقع شده‌است.